# Шамба, Георгий Кучиевич
Георгий Кучиевич (Кучович) Ша́мба (абх. Шамба Гьаргь Кәыҷа-иԥа; 15 сентября 1934, Абгархук — 6 октября 2006, Сухум) — советский абхазский археолог-кавказовед, доктор исторических наук (1987), профессор Абхазского государственного университета, главный научный сотрудник и заведующий отделом археологии Абхазского института гуманитарных исследований, действительный член Академии наук Абхазии (2006), лауреат Государственной премии имени Г. А. Дзидзария (2005), исследователь Эшерских кромлехов.

## Биография
Родился 20 июня или 15 сентября 1934 года в селе Абгархук, Гудаутский район, ССР Абхазия в семье крестьянина. Обучался в средних школах в селе Кутол Очамчирского района и в села Ачандара Гудаутского района.
С 1954 по 1958 или 1959 год обучался на историко-филологическом факультете Сухумского государственного педагогического института (ныне Абхазский государственный университет). С 1959 года работал в Совете общества охраны памятников культуры Абхазии. С 1962 года являлся первым директором Пицундского археологического музея.
В 1962—1965 годах проходил аспирантуру в Институте истории Академии наук ГССР в Тбилиси под руководством М. М. Трапша. Принимал участние в экспедиции Трапша, исследовавшей один из цебельдинских могильников в Ахаччарху. В 1967 году по мотивам этой экспедиции защитил диссертацию «Население нагорной Абхазии в позднеантичную эпоху» и получил учёную степень кандидата исторических наук.
В 1960—2006 годах работал в отделе археологии Абхазского института языка, литературы и истории, в том числе в 1975—2001 годах являлся заведующим отделом археологии. По совместительству преподавал в Абхазском государственном университете, в 1995 или 1996 году получил учёное звание профессора. В 1987 году защитил диссертацию «Культура племён Абхазии в позднеантичную эпоху» и получил учёную степень доктора исторических наук.
В 1997 году при учреждении Академии наук Абхазии (АНА) избран её членом-корреспондентом, а в 2006 году — действительным членом АНА. Являлся председателем Археологической комиссии при президиуме АНА.
Имел пятерых детей. Умер 6 октября 2006 года в Сухуме.

## Научная деятельность
Область научных интересов: история и археология Абхазии в I тыс. до н. э. — I тыс. н. э. Открыл и исследовал Эшерские кромлехи, могильник на горе Джантухе и поселение раннего железного века вблизи села Гудаа.
Автор более 200 научных работ, включая 14 монографий. Являлся инициатором выпуска периодического издания «Археологические открытия в Абхазии», а в 1980—1987 — его руководителем.

## Награды
- Орден «Честь и слава» III степени[1]
- Государственная премия имени Г. А. Дзидзария (2005)[1] за последние две монографии[5]

## Память
В 2011 году 3-я Абхазская международная археологическая конференция была посвящена памяти Шамбы.